# Виктория (Колумбия)
Виктория (исп. Victoria) — город и муниципалитет в центральной части Колумбии, на территории департамента Кальдас. Входит в состав субрегиона Магдалена-Кальденсе.

## История
Поселение, из которого позднее вырос город, было основано 23 декабря 1879 года. Муниципалитет Виктория был выделен в отдельную административную единицу 13 октября 1887 года.

## Географическое положение

Муниципалитет Виктория

Город расположен в восточной части департамента, на восточном склоне Центральной Кордильеры, на левом берегу реки Гуарино, на расстоянии приблизительно 68 километров к северо-востоку от города Манисалес, административного центра департамента. Абсолютная высота — 712 метров над уровнем моря.
Муниципалитет Виктория граничит на юго-западе с территорией муниципалитета Маркеталия, на западе — с муниципалитетом Самана, на северо-западе — с муниципалитетом Норкасия, на северо-востоке и востоке — с муниципалитетом Ла-Дорада, на юге — с территорией департамента Толима. Площадь муниципалитета составляет 507 км².

## Население
По данным Национального административного департамента статистики Колумбии, совокупная численность населения города и муниципалитета в 2024 году составляла 10 525 человека.
Динамика численности населения муниципалитета по годам:
| 2005 | 2010 | 2015 | 2020   | 2021   | 2022   | 2023   | 2024   |
| ---- | ---- | ---- | ------ | ------ | ------ | ------ | ------ |
| 9165 | 8832 | 8415 | 10 302 | 10 343 | 10 414 | 10 462 | 10 525 |

## Экономика
Большинство трудоспособного населения занято в сельском хозяйстве.